# The Middlebury Inn
Pour les articles homonymes, voir Middlebury.
The Middlebury Inn est un hôtel américain situé à Middlebury, dans le Vermont. Installé dans un bâtiment construit en 1827 et qui servit d'abord de pub, il est membre des Historic Hotels of America depuis 1991.